# Conchata Ferrell
Conchata Galen Ferrell (28. března 1943 Loundedale, Západní Virginie – 12. října 2020 Los Angeles) byla americká herečka, která je především známá svou rolí hospodyně Berty ve všech dvanácti řadách seriálu Dva a půl chlapa (2003–2015) na stanici CBS. Za tuto roli byla nominována na 2 ceny Emmy za dokonale zahranou roli v roce 2005 a 2008.
Narodila se v Loudendale v Západní Virginii v USA matce Mescal Loraine (rozená George) a otci Lutheru Martinu Ferrelovi. Vyrůstala v malém městečku Circleville v Ohiu. Navštěvovala West Virginia University a své vzdělání ukončila na Marshall University. Byla vychována v silně věřící křesťanské rodině. Dne 12. října 2020 zemřela v nemocnici v Los Angeles ve věku 77 let po komplikacích spojených se srdeční zástavou.

## Filmografie
| Rok       | Název                                    | Role                                         | Poznámky                                                     |
| --------- | ---------------------------------------- | -------------------------------------------- | ------------------------------------------------------------ |
| 1974      | Maude                                    | Rita Valdez                                  | díl: „Florida's Goodbye“                                     |
| 1975      | Hot L Baltimore                          | April Green                                  | 13 dílů                                                      |
| 1976      | Deadly Hero                              | Ann                                          |                                                              |
| 1976      | Network                                  | Barbara Schlesinger                          |                                                              |
| 1977      | The Rockford Files                       | Ella Mae White                               | díl: „Crack Back“                                            |
| 1977      | Mixed Nuts                               | sestra Cassidy                               |                                                              |
| 1977      | Blansky's Beauties                       | sestra Gibbons                               | díl: „Nancy Breaks a Leg“                                    |
| 1977      | The Girl Called Hatter Fox               | sestra Rinehart                              | TV film                                                      |
| 1977      | Good Times                               | slečna Johnson                               | díl: „Willona, the Fuzz“                                     |
| 1977      | One Day at a Time                        | Phyllis McDermott                            | díl: „The Singles Bar“                                       |
| 1978      | A Death in Canaan                        | Rita Parsons                                 | TV film                                                      |
| 1978      | Who'll Save Our Children?                | Dodie Hart                                   | TV film                                                      |
| 1979      | The Love Boat                            | Bitsy Sheldon                                | 2 díly                                                       |
| 1979      | Heartland                                | Elinore Randall Stewart                      |                                                              |
| 1979      | Before and After                         | Marge                                        | TV film                                                      |
| 1979      | The Misadventures of Sheriff Lobo        | Liška                                        | 2 díly                                                       |
| 1979      | B. J. and the Bear                       | Wilhemina 'Liška' Johnson                    | 4 díly                                                       |
| 1980      | The Seduction of Miss Leona              | Hazel Dawson                                 | TV film                                                      |
| 1980      | Reunion                                  | Toni Owens                                   | TV film                                                      |
| 1980      | Rape and Marriage: The Rideout Case      | Helen                                        | TV film                                                      |
| 1980      | Knots Landing                            | paní Messingerová                            | 2 díly                                                       |
| 1981      | CBS Afternoon Playhouse                  | Mamie Trotter                                | díl: „The Great Gilly Hopkins“                               |
| 1981      | McClain's Law                            | Vangie Cruise                                | díl: „Pilot“                                                 |
| 1981      | Lou Grant                                | Myra Wexler                                  | díl: „Drifters“                                              |
| 1981      | B. J. and the Bear                       | Wilhemina 'Liška' Johnson                    | díl: „B.J. and the Seven Lady Truckers: Part 2“              |
| 1982      | Quincy, M.E.                             | paní Wernerová                               | díl: „Into the Murdering Mind“                               |
| 1982      | Life of the Party: The Story of Beatrice | kapitán Burnsite                             | TV film                                                      |
| 1982      | Cagneyová a Laceyová                     | Charlene                                     | díl: „High Steel“                                            |
| 1983      | St. Elsewhere                            | Gina Barnett                                 | díl: „Hearts“                                                |
| 1983      | American Playhouse                       | Faye Doyle                                   | díl: „Miss Lonelyhearts“                                     |
| 1983      | Emergency Room                           | sestra Sylvia Kaye                           | TV film                                                      |
| 1984      | Nadia                                    | Mili Simonescu                               | TV film                                                      |
| 1984      | Faerie Tale Theatre                      | Thumbeliny matka                             | díl: „Thumbelina“                                            |
| 1984      | The Three Wishes of Billy Grier          | Dr. Gardner                                  | TV film                                                      |
| 1984–85   | E/R                                      | sestra Joan Thor                             | 22 dílů                                                      |
| 1985      | The Fisher Family                        |                                              | díl: „The Stranger“                                          |
| 1985      | North Beach and Rawhide                  | Doc Norman                                   | TV film                                                      |
| 1986      | Příběh Mitche Snydera                    | Ida Sinclair                                 | TV film                                                      |
| 1986      | Černá řeka                               | matka Marta                                  |                                                              |
| 1986      | Picnic                                   | Helen Potts                                  | TV film                                                      |
| 1986      | Matlock                                  | paní Reese                                   | díl: „The Sisters“                                           |
| 1987      | Night Court                              | zdravotní sestra                             | díl: „Here's to You, Mrs. Robinson“                          |
| 1987      | Sledge Hammer!                           | soudkyně Ida Gruff                           | díl: „Jagged Sledge“                                         |
| 1987      | Frank's Place                            | Jan Rudy                                     | díl: „The Bridge“                                            |
| 1987      | Eye on the Sparrow                       | Mary                                         | TV film                                                      |
| 1988      | Hooperman                                |                                              | díl: „The Snitch“                                            |
| 1988      | Navěky svoji?                            | paní Bobruczová                              |                                                              |
| 1988      | Who's the Boss?                          | Frances                                      | díl: „Housekeepers Unite“                                    |
| 1988      | Sonny Spoon                              | Tough Habit                                  | díl: „Zough Habit“                                           |
| 1988      | CBS Summer Playhouse                     | Kate                                         | díl: „Old Money“                                             |
| 1988      | Mystic Pizza                             | Leona                                        |                                                              |
| 1988      | ABC Weekend Special                      | teta Jill                                    | díl: „Runaway Ralph“                                         |
| 1988      | Goodbye, Miss 4th of July                |                                              | TV Movie                                                     |
| 1988      | Portrait of a White Marriage             |                                              |                                                              |
| 1989      | A Peaceable Kingdom                      | Kate Galindo                                 | 10 dílů                                                      |
| 1989      | To je vražda, napsala                    | Harriet Lundgren                             | díl: „Something Borrowed, Someone Blue“                      |
| 1989      | Máma v kanadách                          | specialistka Mononaghee                      | TV film                                                      |
| 1989      | Hard Time on Planet Earth                | Annie                                        | díl: „The Hot Dog Man“                                       |
| 1990      | Hollywood Dog                            |                                              | TV film                                                      |
| 1990      | Opposites Attract                        | Flo                                          | TV film                                                      |
| 1990      | Střihoruký Edward                        | Helen                                        |                                                              |
| 1991      | Deadly Intentions... Again?              | Joan                                         | TV film                                                      |
| 1991      | Zlaté okovy                              | Martha Burke                                 | TV film                                                      |
| 1991      | Backfield in Motion                      | Ann Bedowski                                 | TV film                                                      |
| 1988–92   | Právo v Los Angeles                      | Susan Bloom / Lorna Landsberg                | 20 dílů                                                      |
| 1993      | The Legend of Prince Valiant             | dívka                                        | díl: „The Sage“                                              |
| 1993      | Dinosaurové                              | Shelly                                       | díl: „Hříšný tanec'“                                         |
| 1993      | Rodinné modlitby                         | paní Romeyová                                |                                                              |
| 1993      | Sirens                                   | paní Chattleová                              | díl: „Keeping the Peace“                                     |
| 1993      | Pravdivá romance                         | Mary Louise Ravencroft                       |                                                              |
| 1993      | Cobra                                    | Bobby Gutner                                 | díl: „Honeymoon Hideaway“                                    |
| 1993      | Nebe a země                              | Bernice                                      |                                                              |
| 1994      | Samurai Cowboy                           | Bobbi Bob Pickette                           |                                                              |
| 1994      | A Worn Path                              | zdravotní sestra                             |                                                              |
| 1994      | Duckman: Private Dick/Family Man         | Roxanne                                      | 2 díly                                                       |
| 1992–95   | Hearts Afire                             | Dr. Madeline Stoessinger / Dr. Ruth Colquist | 33 dílů                                                      |
| 1995      | The Buccaneers                           | paní Elmsworthová                            | díl: „Invasion“                                              |
| 1995      | The Naked Truth                          | Maxine Mansfield                             | díl: „Muddy for Nothing“                                     |
| 1995      | The Mask: Animated Series                | Willamina Bubask                             | díl: „How Much Is That Dog in the Tin Can?“                  |
| 1995      | The Client                               | Rue                                          | díl: „The Way Things Never Were“                             |
| 1996      | Maniak                                   | paní Sheetsová                               |                                                              |
| 1996      | Minor Adjustments                        | Daisy Gotschel                               | díl: „The Ungrateful Dead“                                   |
| 1996      | Walker, Texas Ranger                     | Lureen Smith                                 | díl: „Miracle Middle Creek“                                  |
| 1996      | Sweet Dreams                             | Dr. Kate Lowe                                | TV film                                                      |
| 1996      | My z přístavu                            | Marge                                        | 2 díly                                                       |
| 1996      | Mí drazí Američané                       | řidička nákladního vozu                      |                                                              |
| 1997      | Touch                                    | Virginia Worrel                              |                                                              |
| 1997      | ABC TGIF                                 | Pam                                          | díl: „Frightful Halloween Bash“                              |
| 1997      | Veselé obludy                            | Simpah                                       | díl: „Clockwise/Gromble Soup“                                |
| 1997–98   | Teen Angel                               | Pam                                          | 17 dílů                                                      |
| 1998      | Modern Vampires                          | Wanda                                        | TV film                                                      |
| 1998      | Buffy, přemožitelka upírů                | sestra Greenliegh                            | díl: „Na rybách“                                             |
| 1999      | Dotek anděla                             | Irene                                        | díl: „The Medium and the Message“                            |
| 1999      | Two Guys and a Girl                      | Shawnova matka                               | díl: „Two Guys, a Girl and Valentine's Day“                  |
| 1999      | JAG                                      | Deanne                                       | díl: „Šestý smysl“                                           |
| 1999      | Přátelé                                  | soudkyně                                     | díl: „Joey a Porsche“                                        |
| 1999      | Chicken Soup for the Soul                | paní Pattersonová                            | díl: „Crying's Okay“                                         |
| 2000      | Zločin a trest na předměstí              | Bella                                        |                                                              |
| 2000      | Erin Brockovich                          | Brenda                                       |                                                              |
| 2000      | Get Real                                 | Rosa Hernandez                               | díl: „Support“                                               |
| 2000      | Pensacola – Zlatá křídla                 | Helen Wilson                                 | díl: „Splněná přání“                                         |
| 2000      | Buzz Lightyear of Star Command           | Ma Munchapper                                | 3 díly                                                       |
| 2000      | The Wild Thornberrys                     | Harriet (hlas)                               | díl: „Time Flies“                                            |
| 2001      | Neznámá za mřížemi                       | Mama Cass                                    | TV film                                                      |
| 2001      | Popular                                  | Calamity Jones                               | díl: „The News of My Death Has Been Greatly Exaggerated“     |
| 2001      | The Zeta Project                         | Dr. Greer                                    | díl: „The Next Gen“                                          |
| 2001      | Amy a Isabelle                           | Bev                                          | TV film                                                      |
| 2001      | Going to California                      | sestra Lucy                                  | díl: „I Know Why the Caged Rhino Sings“                      |
| 2001      | Pohotovost                               | paní Jenkinsová                              | díl: „Čtyři úhly pohledu“                                    |
| 2001      | Svět podle Prota                         | Betty McAllister                             |                                                              |
| 2002      | Sabrina – mladá čarodějnice              | řidička autobusu                             | díl: „Guilty!“                                               |
| 2002      | Mr. Deeds – Náhodný milionář             | Jan                                          |                                                              |
| 2002      | Push, Nevada                             | Martha                                       | díl: „The Letter of the Law“                                 |
| 2003      | Becker                                   | Zora                                         | díl: „Ms. Fortune“                                           |
| 2003      | Soudkyně Amy                             | Maxine spolupracovnice                       | díl: „Kilt Trip“                                             |
| 2003      | The Wild Thornberrys                     | Grizzly medvěd (hlas)                        | díl: „The Wild Snob-berry“                                   |
| 2004      | Surviving Eden                           | Rosemary Flotchky                            |                                                              |
| 2007      | Kabluey                                  | Kathleen                                     |                                                              |
| 2012      | Frankenweenie                            | Bobova matka (hlas)                          |                                                              |
| 2013      | Not That, But Something Like That        |                                              | krátkometrážní film                                          |
| 2014      | Postal Jerks                             | Carmelita                                    | TV film                                                      |
| 2014      | Villisca                                 | paní Flanksová                               |                                                              |
| 2014      | Wishin' and Hopin'                       | sestra Agrippina                             | TV film                                                      |
| 2003–2015 | Dva a půl chlapa                         | Berta                                        | vedlejší role (1. řada), hlavní role (2.–12. řada), 211 dílů |
| 2015      | Krampus: Táhni k čertu                   | teta Dorothy                                 |                                                              |
| 2016      | Grace and Frankie                        | babička Jean                                 | díl: „The Negotiation“                                       |
| 2017      | The Ranch                                | Shirley                                      | 5 dílů                                                       |